# Казаните
 Тази статия е за резервата в Родопите.  За местността в Пирин вижте Казаните (Пирин).  За водопада вижте Казаните (водопад).
„Казаните“ е резерват в Западните Родопи, област Смолян.

## Основаване
Обявен е за резерват с обща площ 161 хектара със Заповед № 508 на Министерството на горите и горската промишленост от 28 март 1968 година с цел запазване на девствената смесена гора от бяла ела (Abies alba), черен бор (Pinus nigra), бял бор (Pinus sylvestris), бук (Fagus), смърч (Picea) и други видове.

## Местонахождение
Природният резерват се намира в землището на село Гьоврен, община Девин. Простира се върху изключително стръмни терени с наклон 36° – 45° и надморска височина до 1500 м.
Първоначално е определен в землището на село Мугла, община Смолян. Със Заповед № РД-783 от 13.10.2014 г., бр. 93/2014 на Държавен вестник площта е актуализирана в землището на село Гьоврен.

## Флора
На територията на резервата са установени 143 лечебни вида растения и 4 типа горски местообитания, 3 от които са включени в Директива 92/43 на Европейския съюз. От видовете, които се срещат по тези места и са включени в Червената книга, се среща Българското шапиче, Българският скален копър и Мечото грозде.

## Фауна
Типичните представители на фауната тук са осоядът, черният кълвач и мечката, срещат се 83 вида птици и 49 вида бозайници.

## Посещение
В рамките на резервата има екопътека, която е добре маркирана и обезопасена. Посещението на резервата е позволено единствено при спазване на предписаните правила и при движение само по маркирания маршрут.